# Justicia nevlingii
Justicia nevlingii là một loài thực vật có hoa trong họ Ô rô. Loài này được Wassh. & T.F. Daniel mô tả khoa học đầu tiên năm 1995.